# Fantômette chez les Corsaires
Fantômette chez les Corsaires est le 24e roman de la série humoristique Fantômette créée par Georges Chaulet.
Le roman, publié en octobre 1973 dans la Bibliothèque rose des éditions Hachette, comporte 187 pages. 
Il évoque un naufrage que subissent Françoise, Ficelle et Boulotte et l’aide apportée par le capitaine d'un cargo. Mais, une fois le navire arrivé sur une île des Antilles ou des Caraïbes, l’homme revend les trois jeunes filles en tant qu'esclaves au gérant d'un domaine de canne à sucre. Par deux fois, les jeunes filles assisteront aux assauts d'un navire pirate à l'encontre de navires marchands.
Le roman n'est pas une enquête policière comme bon nombre de romans de la série.

## Notoriété
De 1961 à 2000, les ventes cumulées des titres de Fantômette s'élèvent à 17 millions d'exemplaires, traductions comprises.
Le roman Fantômette chez les Corsaires a donc pu être vendu à environ 200 000 exemplaires.
Comme les autres romans, il a été traduit en italien, espagnol, portugais, en flamand, en danois, en finnois, en turc, en chinois et en japonais.

## Personnages principaux
- Françoise Dupont / Fantômette : héroïne du roman
- Ficelle : amie de Françoise et de Boulotte
- Boulotte : amie de Françoise et de Ficelle
- Capitaine Porquépic : capitaine du navire Porto-Rico
- Claquebec : marin à bord du Porto-Rico
- Dominguez : gérant d'une exploitation de canne à sucre
- Roland Gouste[3] : esclave de Dominguez
- Pepito Bogan[4] : gouverneur de l’île de Machucambo

## Résumé

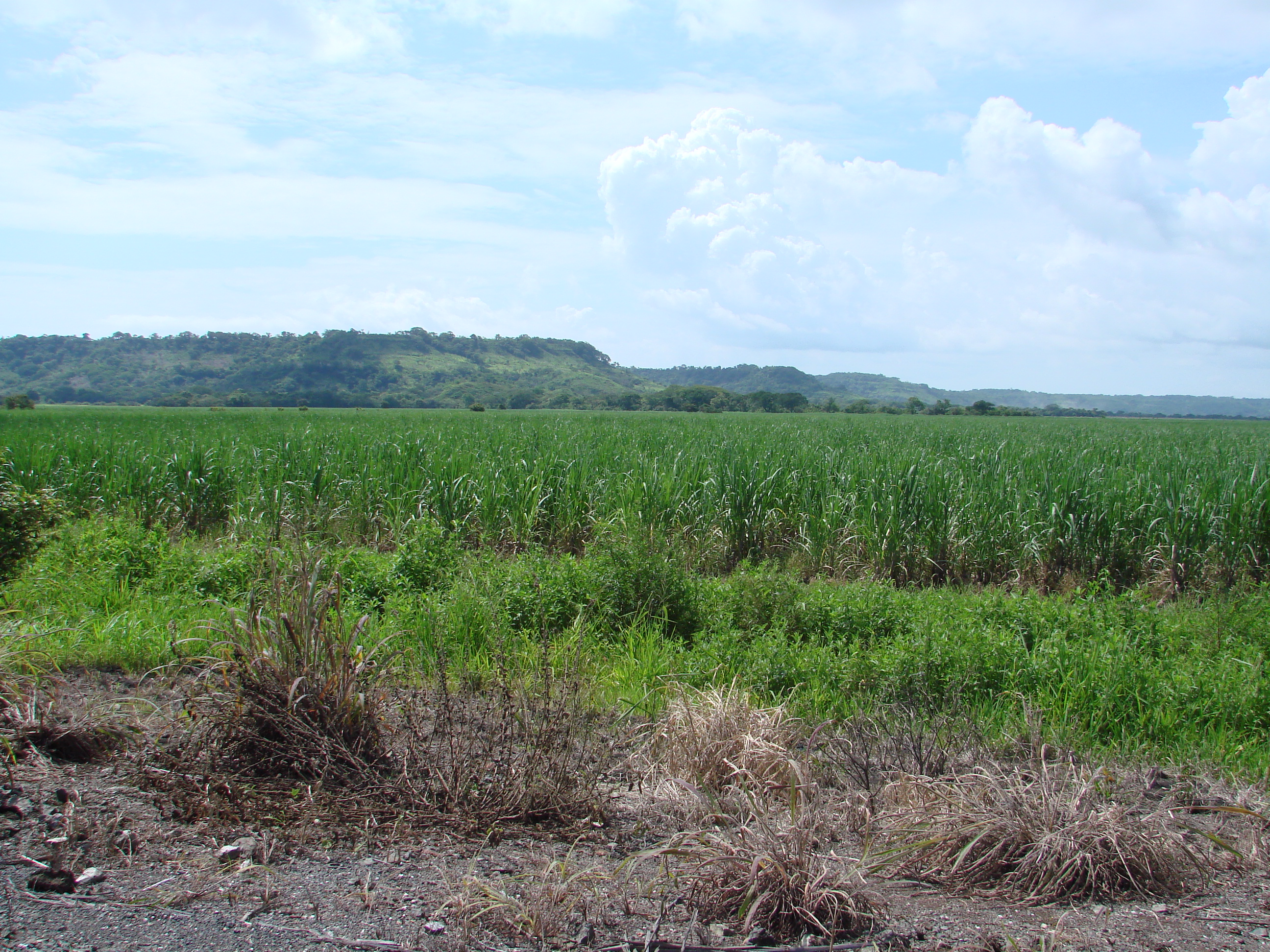
Champ de canne à sucre.

Remarque : le résumé est basé sur l'édition cartonnée non abrégée parue en 1973 en langue française.
- Mise en place de l'intrigue (chapitres 1 à 4)

Françoise, Ficelle et Boulotte font un voyage de plaisance sur le petit yacht Le Pamplemousse. Néanmoins, une tempête fait son apparition, et le petit bateau est ballotté en tous sens. Soudain surgit un gros navire qui fonce sur lui et le renverse : les trois jeunes filles se retrouvent projetées à la mer. 
Elles sont heureusement secourues par le capitaine Porquépic du cargo Porto-Rico. Elles vivent la vie à bord. Mais Françoise remarque qu'on lui cache des choses : ainsi le capitaine prétend que la radio du bord est cassée (alors qu'elle fonctionne parfaitement), et lorsqu'un avion patrouilleur demande à Porquépic s'il a aperçu le yacht perdu en mer, Porquépic répond par la négative. Pour sa part, Ficelle lance une bouteille à la mer, contenant un message relatant leur naufrage et leur vie à bord du cargo.
Françoise/Fantômette visite la cale du cargo : après avoir cru dans un premier temps qu'il transportait des cadavres, elle découvre qu’il transporte en fait des mannequins en plastique.
- Aventures (chapitres 5 à 10)

Le cargo arrive quelques jours après à proximité de l’île de Machucambo. Le navire accoste au port de la capitale Papagayo. Les trois jeunes filles sont enfermées à clef à bord de la cabine. Par les hublots, elles contemplent un spectacle inattendu : un galion du XVIe (ressemblant à un navire pirate ou corsaire) prend à l'abordage un navire du XXe siècle. S'agit-il d'un spectacle pour les touristes, d'un film qu'on tourne, ou d'une action réelle ? Les jeunes filles n'ont pas le temps d'en savoir plus : elles sont emmenées à terre sous bonne garde. Porquépic les présente à Dominguez, le gérant d'une exploitation de canne à sucre. Porquépic les lui vend en tant qu'esclaves pour récolter la canne à sucre.
Françoise, Ficelle et Boulotte apprennent que la plantation comporte deux types de travailleurs : les personnes libres, qui sont rémunérées ; les esclaves, qui ont faites prisonnières par le corsaire « Henry Morgan », lequel attaque des bateaux de plaisance et revend ses prisonniers sur l’île de Machucambo. Le spectacle dont les jeunes filles avaient été les témoins n'était pas une attraction touristique ou le tournage d'un film : c'était une vraie attaque effectuée pour « récolter » des esclaves !
Alors que tout le monde fait la sieste, Françoise/Fantômette s'échappe de la plantation et se rend à Papagayo. Elle repère la résidence de Pepito Bogan, le gouverneur, et le rencontre. Elle lui parle de l'esclavage dont sont victimes plusieurs dizaines de personnes. Après avoir refusé de la croire, Pepito Bogan lui dit qu'il va aller visiter la plantation en question. Ils se rendent donc sur les lieux. Là, surprise : tous les prisonniers ont disparu et il n'y a que les travailleurs libres. Le gouverneur la traite de menteuse, ou du moins de farceuse, et retourne chez lui. Françoise/Fantômette est obligée de rester sur la plantation. Elle apprend que la plantation appartient au gouverneur et que celui-ci avait téléphoné à Dominguez pour le prévenir de sa visite avec Fantômette !
La vie reprend son cours. Ficelle propose un plan d'évasion qui se révèle totalement farfelu. Le lendemain, Ficelle et Boulotte se réveillent : Françoise a disparu. Arrive alors Fantômette qui a organisé une manœuvre de diversion. Elle emmène Ficelle et Boulotte avec elle. Arrivées près de la plage, Fantômette leur demande de rester là tandis qu'elle va se procurer une embarcation. Ficelle et Boulotte désobéissent à la consigne et sont faites prisonnières par les policiers du gouverneur. Emmenées devant lui, elles sont mis en présence de trigonocéphales, si bien que Ficelle révèle les plans de Fantômette.
- Dénouement et révélations finales (chapitres 11 à 13)

Fantômette intervient encore une fois : menaçant le gouverneur avec son poignard, elle fait délivrer Ficelle et Boulotte et emmène le gouverneur à son palais, sous les yeux d'une foule médusée. C'est alors la révolution : les policiers sont invités à regagner les commissariats et un gouvernement civil s'installe. Le nouveau président est le douanier Roussin. Les esclaves des plantations sont libérés.
Sur le paquebot du retour, Ficelle et Boulotte devisent sur la disparition de Françoise. Alors qu'ils ne sont pas loin de l’endroit où les jeunes filles avaient assisté à l'abordage d'un navire civil lors de l'aller, elles constatent la présence du même galion corsaire ou pirate. Le navire attaque le navire de croisière ! L'abordage a lieu et les hommes d'équipage ont le dessous. Mais c'est sans compter l'intervention de Fantômette qui provoque en duel le capitaine des pirates. Elle le terrasse et le fait tomber à l’eau. Elle lui apprend aussi que ses accords de fourniture d'esclaves au gouverneur de Machucambo sont désormais caducs puisque le gouverneur a été renversé et a déguerpi. Fantômette disparaît alors de la vue des témoins. Plus tard, Françoise se présente auprès de ses deux amies. Heureuses de la retrouver, elles ne font pas le lien avec Fantômette.
Trois mois plus tard, le trio d'amies est en vacances en Bretagne. Ficelle pêche une bouteille qui contient un message : il s'agit de la bouteille et du message qu’elle avait lancés à la mer lorsqu'elles étaient dans le navire Porto-Rico.